# 张卫国 (1959年)
张卫国（1959年1月—），山东莱州人，汉族，无党派人士。中华人民共和国政治人物、第十三届全国人民代表大会山东省代表。

## 生平
2018年，张卫国被选为山东省出席第十三届全国人民代表大会代表。